# Tatja Seibt
Tatja Seibt (Breslavia, 3 marzo 1944) è un'attrice tedesca.

## Filmografia parziale

### Cinema
- Wahnfried, regia di Peter Patzak (1987)
- Sein letztes Rennen, regia di Kilian Riedhof (2013)
- The Most Beautiful Day - Il giorno più bello (Der geilste Tag), regia di Florian David Fitz (2016)

### Televisione
- Wolff, un poliziotto a Berlino (Wolffs Revier) - serie TV, 1 episodio (1995)
- Polizeiruf 110 - serie TV, 2 episodi (2003, 2022)
- Tatort - serie TV, 4 episodi (2003-2004, 2007, 2014)
- Alles Klara - serie TV, 1 episodio (2016)
- Il commissario Lanz (Die Chefin) - serie TV, 26 episodi (2016-in corso)
- In aller Freundschaft - Die jungen Ärzte  serie TV, 1 episodio (2017)
- Dark - serie TV, 5 episodi (2017-2020)
- Un ciclone in convento (Um Himmels Willen) - serie TV, 1 episodio (2020)
- Der Kroatien-Krimi - serie TV, 1 episodio (2021)